# Comuna Nîklovîci, Sambir
Nîklovîci (în ucraineană Никловичі) este o comună în raionul Sambir, regiunea Liov, Ucraina, formată din satele Nîklovîci (reședința), Orhovîci și Zahirea.

## Demografie
Componența lingvistică a comunei Nîklovîci
     Ucraineană (100%)
Conform recensământului din 2001, toată populația comunei Nîklovîci era vorbitoare de ucraineană (100%).